# ドクター・エクソシスト
『ドクター・エクソシスト』（原題: Incarnate）は、2016年にアメリカ合衆国で公開されたホラー映画である。監督はブラッド・ペイトン、主演はアーロン・エッカートが務めた。
なお、本作の日本語字幕は佐藤南が担当している。

## ストーリー
とあるナイトクラブ。セス・エンバー博士は、ヘンリーという名前の中年男の側に行き「今何時ですか」と尋ねた。ヘンリーの返答を聞いた博士は、時間が進んでいないことに気が付いた。博士の奇妙な振る舞いを見ていたヘンリーは、突然、自らが夢の世界にいるという直観を得た。動転するヘンリーに、博士は「貴方が今まで一緒にいた女性は悪魔なのです。そいつが貴方の肉体に憑依しているのです。」と告げた。その直後、博士とヘンリーは巨人2人に襲撃されたが、何とか逃げ切ることに成功した。ヘンリーは悪魔の憑依を振り切って、無事現実の世界に戻ることができたのである。夢の世界では自由自在に動き回っていた博士だったが、現実世界では車椅子に乗って移動する生活を送っていた。博士の手首には火傷の痕があった。夢の世界から現実の世界へ戻る際に、悪魔が博士に付けたものであった。博士の助手のオリヴァーは「悪魔たちが博士の動きに気付いてしまったようです。遅かれ早かれ、博士は夢の世界から戻れなくなるかもしれません」と警告したが、博士は悪魔との戦いをやめようとはしなかった。
そんなある日、博士はバチカンからやってきたカミラの訪問を受けた。カミラは博士にキャメロン・スパロウという名前の青年の悪魔祓いを依頼しに来たのであった。博士は自分はエクソシストではないと言って断ろうとしたが、カミラが「キャメロンに憑依しているのは、貴方もご存じのマギーでしょう」と言うのを聞いて動揺した。カミラを追い返した博士は知人のフェリックス牧師の元を尋ね、「マギーが悪魔であるという可能性はあるか」と訊いた。それに対し、牧師は「否定はできません」と答えた。牧師は博士に悪魔に憑依された人間の血が入った小瓶を渡した。牧師は「それを注射すれば、10秒間は正気でいられます。もしも悪魔に取り憑かれたなら、その隙に自殺しなさい。」と言ったが、博士には自殺する気なぞ毛頭なかった。
カミラを同伴して博士はキャメロンが暮らすアパートを訪ねた。キャメロンの母親であるリンジーは、息子に悪魔祓いを受けさせることを拒絶したが、「自分の手法はエクソシストのものとは違います。私はキャメロン君の意識の中に潜入して、悪魔に『これは夢なんだ』と思わせるという手法を使います。そもそも、悪魔は憑依した人間を完全にコントロールする力を有していないのです。憑依した人間を夢の世界へと誘って、その隙を突いているだけなのです。」という博士の説明を聞いて、態度が軟化した。キャメロンの意識に潜入した博士は、悪魔の正体がマギーであることを確信した。マギーも潜入してきた人間が博士であることに気が付いた。その日の夜、博士は悪魔に殺された妻と子供のことを思い返していた。妻の遺品である十字架を握りしめながら、自分の身が朽ち果てるまで悪魔と戦うという決意を新たにするのだった。
博士とオリヴァー、ライリーの3人は本格的に悪魔に挑もうとしていた。博士を仮死状態にしてキャメロンと博士の脳の血流を同期させ、その時間を利用して博士はキャメロンの意識に潜入するという戦術だったが、これには弱点もあった。というのも、博士を心停止させられるのは長くても8分間であった。博士はその僅かな時間で悪魔を追い払う必要があった。しかも、その時間はキャメロンの状態如何で短くなる可能性が高かった。その不安は的中し、博士は何もできないまま1回目の挑戦が終わった。
悪魔と博士の対決は両者ともに一歩も引かないものだったが、思わぬ形で決着のときが訪れた。

## キャスト
※括弧内は日本語吹替
- セス・エンバー博士 - アーロン・エッカート（てらそままさき）
- リンジー・スパロウ - カリス・ファン・ハウテン（園崎未恵）
- カミラ - カタリーナ・サンディノ・モレノ（小林希唯）
- キャメロン・スパロウ - ダヴィード・マズーズ（松浦裕美子）
- オリヴァー - キーア・オドネル（英語版）： 博士の助手。
- ライリー - エミリー・ジャクソン： 博士の助手。
- ダン・スパロウ - マット・ネイブル
- アンナ・エンバー - カロリーナ・ヴィドラ（英語版）
- ジェイク・エンバー - エムジェイ・アンソニー
- ヘンリー - ジョン・ピルチェロ
- マギー - マーク・スティガー： 悪魔。
- フェリックス - トーマス・アラナ
- 巨人 - マーク・ヘンリー

## 製作
2013年9月17日、ブラムハウス・プロダクションズとWWEスタジオズがアーロン・エッカート主演の新作を製作すると報じられた。10月22日、当初キャスティングされていたロザリオ・ドーソンが降板したため、カタリーナ・サンディノ・モレノが代役として起用された。31日、カリス・ファン・ハウテンが本作に出演すると報じられた。11月25日、両スタジオがブラッド・ペイトンを新作の監督として雇用し、マーク・ヘンリーを起用することになったとの報道があった。

## 興行収入
2016年12月第1週には他に拡大公開される新作もなかったが、本作は公開初週末に200万ドルから400万ドルしか稼ぎ出せないと予想されていた。2016年12月2日、本作は全米1737館で封切られ、公開初週末に253万ドルを稼ぎだし、週末興行収入ランキング初登場9位となった。

## 評価
本作は批評家から酷評されている。映画批評集積サイトのRotten Tomatoesには27件のレビューがあり、批評家支持率は15%、平均点は10点満点で3.4点となっている。また、Metacriticには9件のレビューがあり、加重平均値は30/100となっている。なお、本作のCinemaScoreはC-となっている。